# Provincia de Cartagena (Nueva Granada)
La provincia de Cartagena, también llamada gobierno de Cartagena durante la época imperial española, fue una entidad administrativa y territorial de la Nueva Granada, creada el 16 de febrero de 1533 en el Virreinato del Perú a partir de la porción central de la provincia de Tierra Firme. En 1717 una Real Cédula expedida por el rey Felipe V de España creó el Virreinato de Nueva Granada, por medio de la cual la provincia fue agregada a este último.
Durante la época de emancipación de las colonias americanas (1810-1816), Cartagena se declaró Estado Libre y luego se incorporó a las Provincias Unidas de la Nueva Granada; en la época de la Gran Colombia hizo parte del Departamento del Magdalena, el cual cubría territorialmente todo lo que hoy es la costa Caribe de Colombia.
Posteriormente a la disolución de este país (1830) perteneció a la República de la Nueva Granada, de carácter centralista, hasta que finalmente se implantó el sistema federal en la Nueva Granada en 1858 y la provincia pasó a ser entonces el Estado Soberano de Bolívar.

## Historia

### Antecedentes

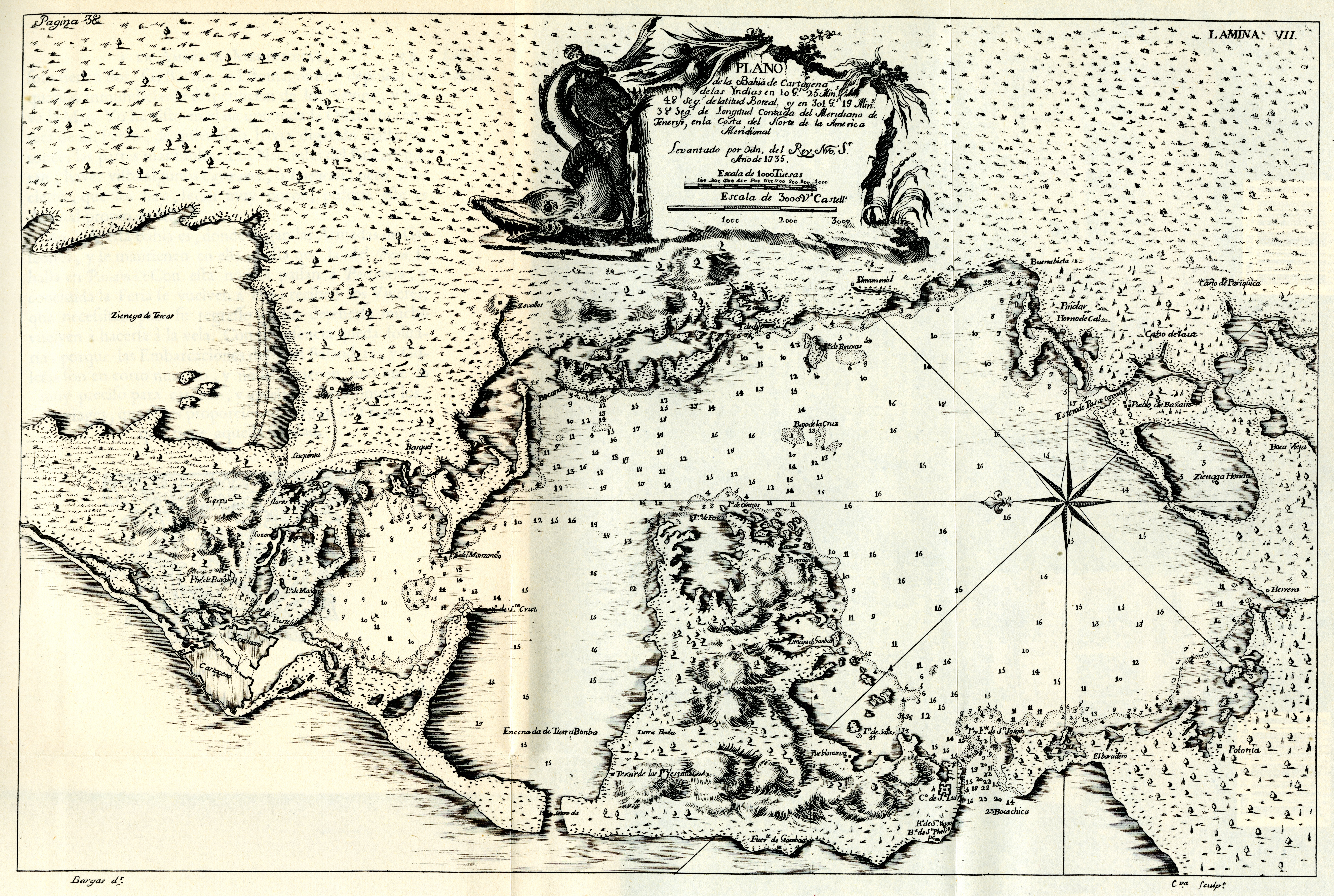
Plano de la Bahía de Cartagena de Indias realizado en 1735 y publicado en la Obra Relación Histórica del Viaje a la América Meridional, de Jorge Juan y Antonio de Ulloa.

En la época precolombina, la región estaba poblada por los indígenas Caribes, que habitaron gran parte de la costa atlántica colombiana. Su ferocidad fue causa de innumerables conflictos entre conquistadores y aborígenes, que ralentizó en gran medida la penetración hacia el interior de los españoles.
Los expedicionarios Rodrigo de Bastidas y Juan de la Cosa fueron los descubridores de las costas caribeñas colombianas, recorriendo esta entre 1500 y 1501, cuando desembarcaron en la Bahía de Cispatá, la cual fue bautizada con el nombre de Golfo de Barú por el mismo Bastidas. Sin embargo el verdadero conquistador de la región fue Pedro de Heredia, quien fundó a Cartagena el 1 de junio de 1533 con el nombre de San Sebastián de Calamar.
Por medio de la Real Cédula del 16 de febrero de 1533, se fijó como límite el río Magdalena entre las provincias de Cartagena y de Santa Marta, mientras que al occidente se estableció como frontera el río Atrato con la gobernación de Castilla del Oro. La de Santa Marta estaba gobernada por Pedro Fernández de Lugo, que dependía de la Real Audiencia de Santo Domingo, y la de Cartagena por Pedro de Heredia, la cual quedaría bajo la jurisdicción de la Real Audiencia de Panamá cuando fuera definitivamente instalada a principios de 1539.

### Dominio español

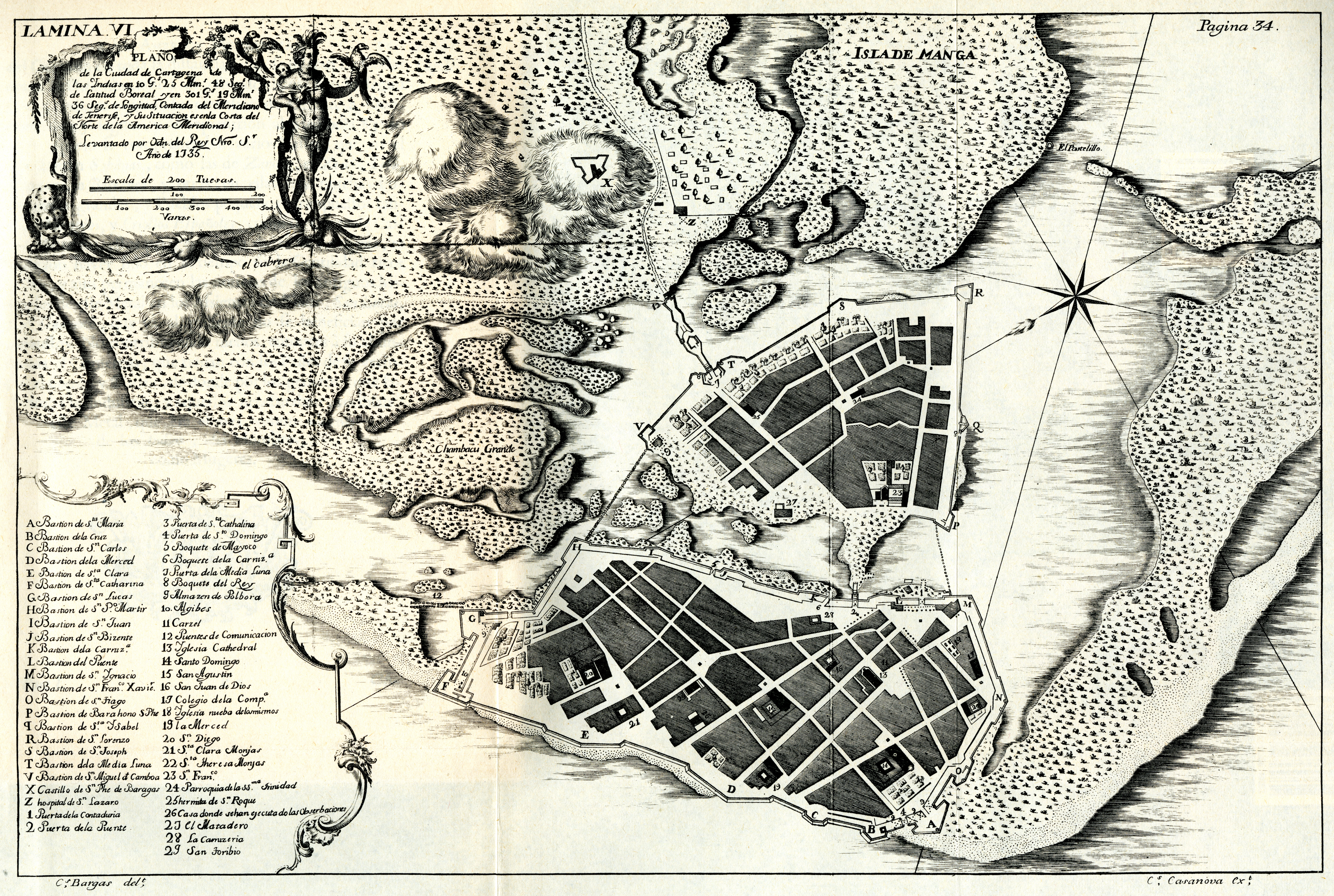
Plano de Cartagena de las Indias realizado en 1735 y publicado en la Obra Relación Histórica del Viaje a la América Meridional, de Jorge Juan y Antonio de Ulloa.

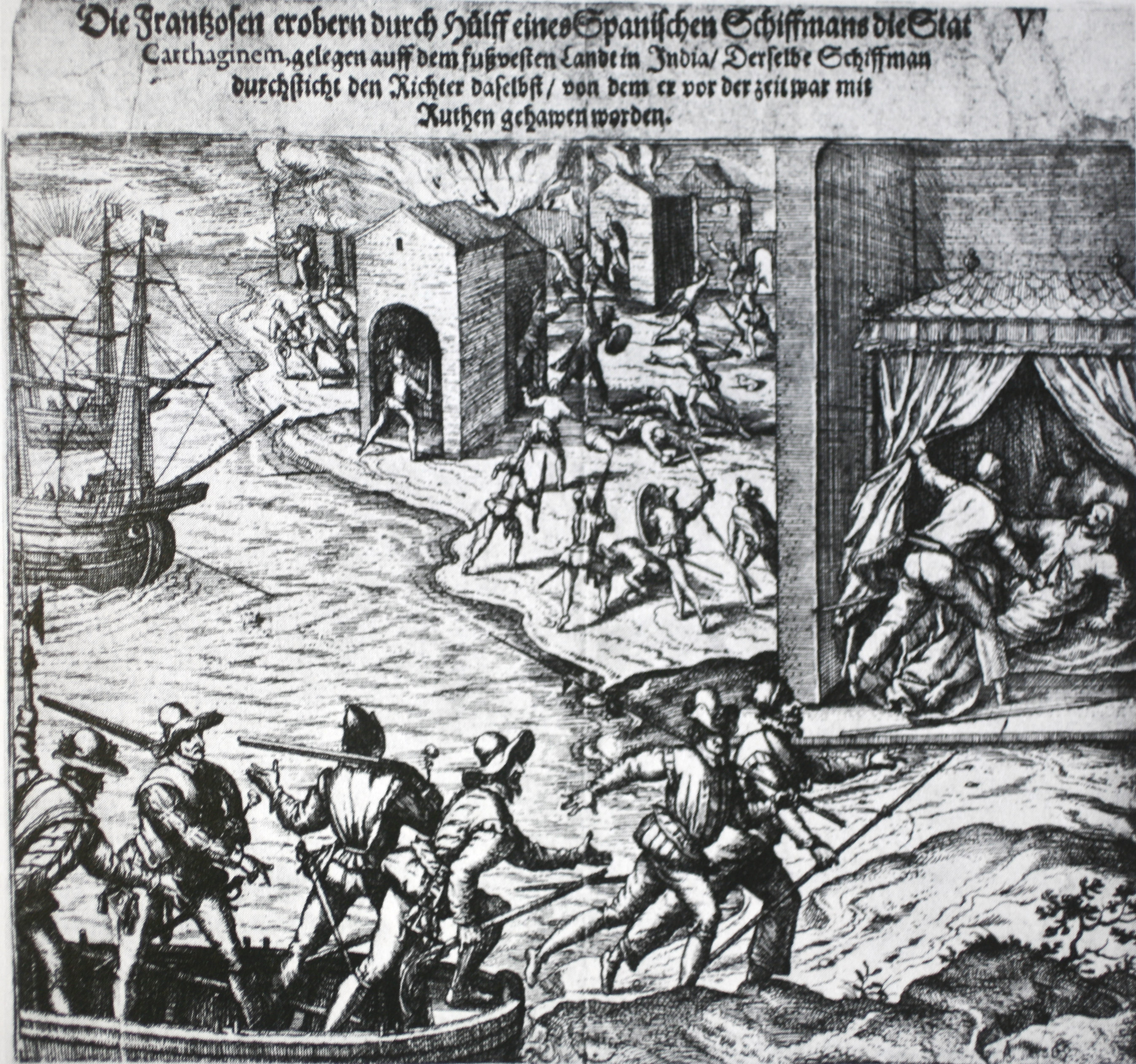
Saqueo de Cartagena de Indias en 1544.

Durante la época colonial española fue uno de los puertos más importantes de América. De Cartagena salían enormes riquezas que la Corona Española precisaba para el mantenimiento de la gigantesca empresa conquistadora, por rutas marítimas que terminaban en los puertos españoles de Cartagena, Cádiz y Sevilla. También fue el mayor punto de comercio de negros esclavos traídos del continente africano.
En 1538, la Corona autorizó el repartimiento general de indios entre los vecinos, y tasó los tributos. Cartagena es convertida en una sociedad colonial de encomenderos. El puerto fue cobrando importancia gracias a su bahía protegida por los militares españoles, la construcción de los fuertes y murallas y a su cercanía con la ciudad de Panamá otro puerto español importante. En los años siguientes Heredia fue encarcelado por crímenes contra el pueblo de los Sinú y, más tarde, condenado a muerte. Contrariamente a lo que se cree, la Corona velaba ya por los derechos humanos según las "Leyes de Indias". Pero Heredia logró escapar a España. De nada le valdría, pues murió al hundirse su navío en medio del océano.
La Iglesia Católica estableció la Inquisición para velar por el poder de la fe católica, dada la propensión de los esclavos a cultos paganos que incluían formas de hechicería.
Cartagena de Indias fue asaltada numerosas veces por piratas y tropas inglesas (Francis Drake, 1586), francesas y holandesas. Por esto, el rey Felipe II encomendó la misión al mariscal de campo Luis de Tejada y al ingeniero italiano Bautista Antonelli construir 11 km de murallas y fuertes que sirvieron de defensa en los siglos XVII y XVIII. La fortificación es la más completa de América del Sur. Un sistema de zonas permitía resguardar la ciudad dividida en cinco barrios: Santa Catalina, con la catedral y numerosos palacios estilo andaluz; Santo Toribio, donde vivían los comerciantes y la pequeña burguesía; La Merced, donde se ubicaba el cuartel del batallón fijo; San Sebastián, barrio de viviendas modestas de un solo piso y, por último, el arrabal de Getsemani, barrio de artesanos y trabajadores del puerto.
En marzo de 1741 la ciudad fue sitiada por las tropas del almirante inglés Edward Vernon, que arribó con una escuadra de 186 navíos y 23.600 hombres (la flota más grande reunida hasta entonces y que no sería superada hasta el Desembarco de Normandía) contra 6 navíos y 3.000 hombres, que finalmente hubo de retirarse tras fracasar el asedio, repelido en un principio por el entonces comandante general Blas de Lezo y expulsado finalmente por el coronel de ingenieros Carlos Suillars de Desnaux y sus hombres.

### Emancipación

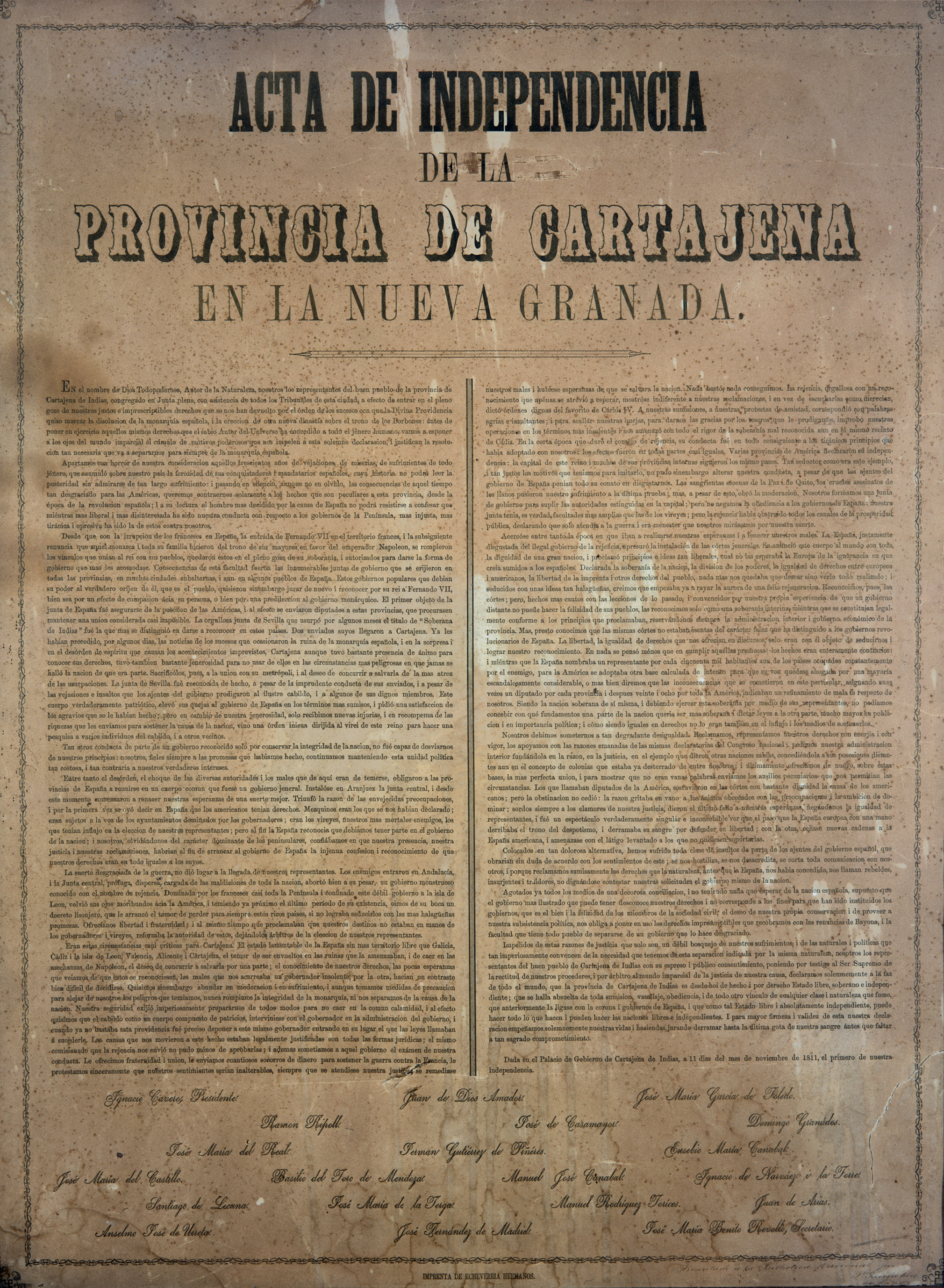
Acta de independencia de la provincia de Cartagena (11 de noviembre de 1811).

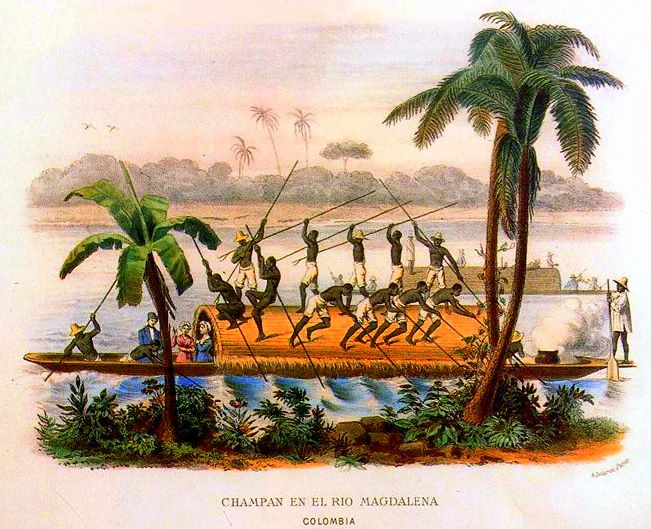
Champán en el Magdalena.

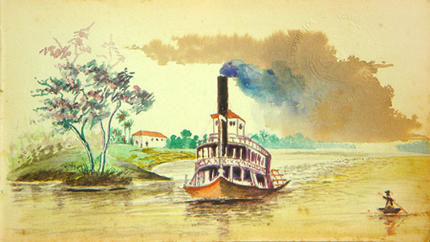
Barco a vapor en el bajo Magdalena.

En 1810 las provincias que conformaban el Virreinato de Nueva Granada eran Veraguas, Panamá, Antioquia, Cartagena, Casanare, Mariquita, Pamplona, Citará, Popayán, Santafé, Tunja, Santa Marta, Riohacha, El Socorro y Neiva. Aparte de Santa Fe, en otros 15 lugares de la Nueva Granada se establecieron juntas supremas de gobierno al estallar el grito de revolución. Estas con sus presidentes fueron: Antioquia (Francisco de Ayala), Cali (Joaquín de Caizedo y Cuero), Cartagena (José María García de Toledo), Mompox (José María Salazar y José María Gutiérrez de Caviedes), Neiva (José Domingo Falla), Pamplona (Domingo Tomás de Burgos), Popayán (Miguel Tacón, reemplazado luego por Joaquín de Caizedo y Cuero), Santa Marta (Víctor de Salcedo), El Socorro (José Lorenzo Plata), Sogamoso (Domingo José Benítez), Tunja (Juan Agustín de la Rocha), Nóvita (Miguel Antonio Moreno), Mariquita (Francisco de Mesa y Armero), Girón (Eloy Valenzuela), Citará (José María Valencia).
Mientras Veraguas, Panamá y Riohacha siguieron bajo dominio español, la junta de Santa Marta tenía mayoría realista. En Popayán inicialmente eran favorables a España para imponerse luego la tendencia independentista triunfante en Cali. En Girón, Eloy Valenzuela, aunque criollo, era realista.
Cartagena, una de las principales ciudades del Nuevo Mundo y del Imperio Español, fue una de las primeras en revelarse al yugo realista. A principios del siglo XIX pocos blancos criollos habían logrado educarse, algunos de ellos en Santafé, y hasta en Europa, y habían comenzado a destacarse en las letras, las artes y las profesiones liberales, como la medicina, la jurisprudencia y las ciencias naturales. Al estudiar estas profesiones los criollos lograron tener una clara conciencia de su propio valor, por lo tanto, pensaban que era llegado el momento de actuar y tomar entre sus propias manos el destino de su ciudad natal, cualesquiera que fuesen los resultados de la guerra. Sin embargo el accionar no fue inmediato, ya que aguardaron la coyuntura para dar el golpe. Desde algunos años atrás Cartagena venía siendo minada por ideas libertarias. No obstante, el golpe definitivo con que los patriotas soñaban no era fácil, pues la ciudad era una formidable base y tenía una organización política, militar, religiosa y administrativa perfectamente jerarquizada.

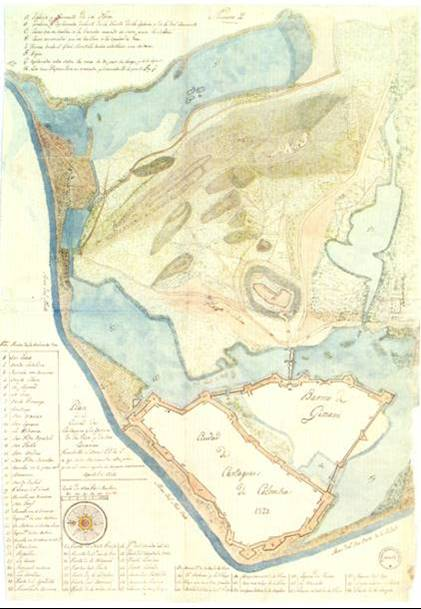
Cartagena en 1823.

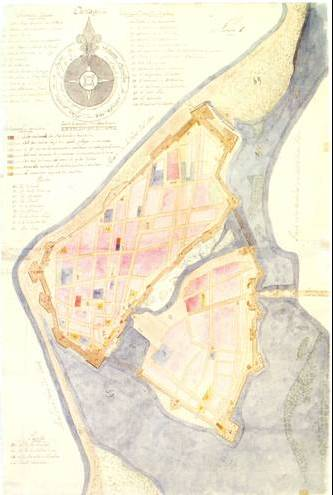
Cartagena en 1823.

El aparato administrativo de Cartagena era complejo y difícil de tomar, pero los criollos se ingeniaron para conspirar mientras llegaba la ocasión esperada para actuar; para ello contaron con el apoyo y el liderazgo de los dos Alcaldes locales, el Dr. José María García de Toledo y D. Miguel Díaz Granados. En los primeros días de mayo de 1810 llegó al puerto Antonio de Villavicencio, un criollo aristócrata nacido en Quito, y descendiente de cartageneros. Villavicencio era secretamente ganado para la causa independentista, a quien el Consejo de España había comisionado para que convenciera a los inquietos criollos del Nuevo Reino de Granada de que jurasen fidelidad a Fernando y a dicho Consejo. 
Tan pronto llegó los habitantes de Cartagena empezaron a pedirle que se reuniera el Cabildo, para decidir aquel asunto, y así se logró algunos días después, el 22 de mayo, que se juraría fidelidad al Consejo de Regencia pero que, al mismo tiempo, se constituiría una Junta de Gobierno para la provincia, que estaría presidida por el gobernador Francisco de Montes y por dos Cabildantes. Esta sesión del Cabildo de Cartagena habida el 22 de mayo de 1810 marca un hito importantísimo en la historia colombiana, pues de allí arranca todo el proceso de la independencia.
El 14 de junio de 1810 los elementos más nacionalistas iniciaron un golpe de Estado con ayuda de la milicia popular del barrio de Getsamani, y el gobernador fue destituido y encarcelado y sustituido por Don Blas de Soria. El 13 de agosto de 1810 se establece la Junta Suprema bajo la presidencia de José María García de Toledo. El 4 de febrero de 1811 los realistas intentaron un contragolpe en Cartagena pero fracasaron.
A mediados de 1811, los patriotas estaban ya minados por el morbo de la división intestina; se habían formado dos partidos que se combatían con furia, y los ánimos, en general, se hallaban muy irritados. Luego de varias escaramuzas importantes, tanto en el campo militar como político, que retardaron en varios meses la declaración de independencia, esta se proclama el 11 de noviembre de 1811, misma fecha en que el Estado Libre de Cartagena se declaró soberano e independiente de España.
En 1812, en cercanías de las Sabanas de Tolú se produjo la Batalla de Mancomoján, sobre el arroyo del mismo nombre, lucha liderada por hombres del Carmen al Mando del General Manuel Cortes Campomanes quien derrotó a los realistas de Santa Marta, lo cual ratificó la soberanía y la lucha independentista del Estado Libre de Cartagena. En el año de 1813, en compensación de sus servicios a la causa patriota durante las guerras de Independencia, el gobernador de Cartagena le confirió al El Carmen de Bolívar, escudo de armas y el título de "Villa Meritoria". En esa batalla también se decidió la suerte de la llamada “rebelión de las sotanas”, dirigida por los curas de algunos pueblos de las sabanas, contra las autoridades republicanas.

### Reconquista e independencia

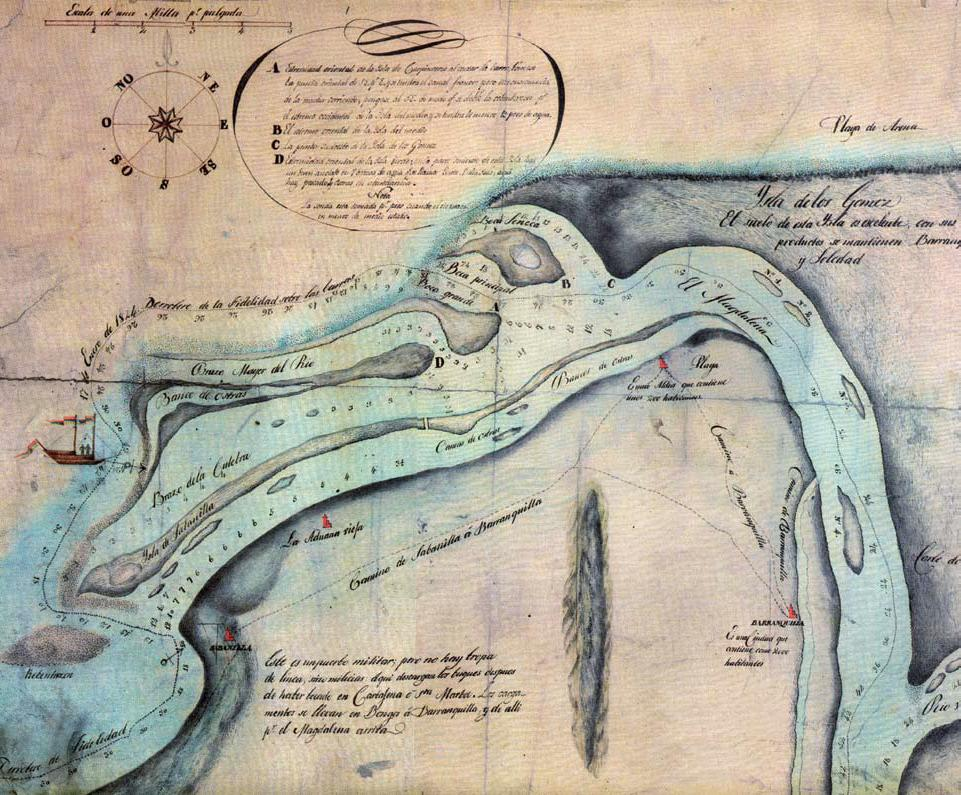
Mapa del río Magdalena entre Sabanilla y Barranquilla.

Con la derrota de Napoléon en 1814 y el retorno al trono del rey Fernando VII, las autoridades españolas encabezadas por el mismo monarca decidieron enviar tropas a las Américas con el fin de reclamar de nuevo para España aquellos territorios que se habían proclamado independientes. Con estas acciones el Rey pasó por alto los esfuerzos de las provincias tanto de América como de la madre patria para mantener un gobierno estable en su ausencia y defendió así su derecho a gobernar con absolutismo.
Durante 1812 las sabanas caribeñas se adhieren a los realistas. El 14 de agosto de 1813 las fuerzas cartageneras intentan atacar a los realistas de Santa Marta, pero fueron rechazadas cerca ala ciudad. El 29 de marzo de 1815 Bolívar, con bandera venezolana, ataca Cartagena. El 17 de abril los españoles ofrecen ayuda a Cartagena frente a Bolívar a cambio de reconocer a Fernando VII. Pablo Morillo, enviado de España, entonces avanza desde Santa Marta hacia Cartagena la cual quedó sitiada el 15 de agosto de 1815. Esta situación se mantuvo por tres meses, con lo que dichos insurrectos sufrieron hambre, epidemias y mortandad. Los desesperados rebeldes decidieron enfrentarse a los españoles hasta la muerte. Como consecuencia de este episodio, la ciudad recibiría el título de "Ciudad Heroica". Finalmente el 6 de diciembre de 1815 Morillo entra en Cartagena y dos días después la ciudad juraba fidelidad a Fernando VII.

## Geografía

### Límites

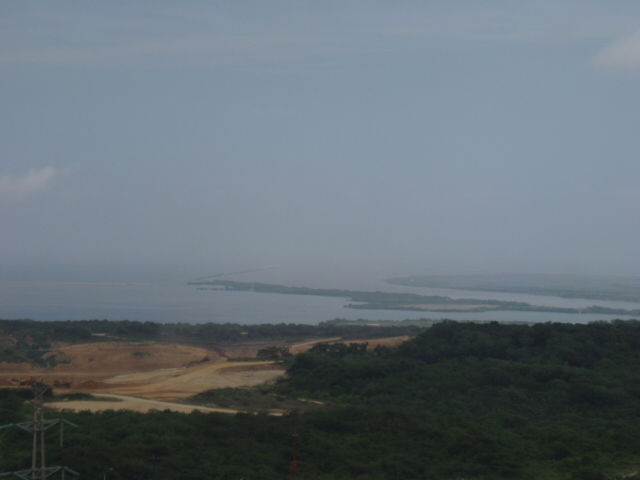
Bocas de Ceniza, desembocadura del río Magdalena en el océano Atlántico.

Los límites de la provincia no fueron estables a lo largo del periodo de dominio español en la región. El poco conocimiento del territorio y su escasa exploración no permitieron establecer límites determinados entre una y otra gobernación, salvo el caso de variaciones geográficas naturales plenamente identificables como es el caso del río Magdalena que la separaba de la provincia de Santa Marta. En rasgos generales la provincia colonial de Cartagena comprendía los territorios de los actuales departamentos colombianos de Bolívar, Atlántico, Sucre y Córdoba, y desde 1808 el departamento insular de San Andrés y Providencia, así como la costa de Mosquitos y las islas Mangles (Nicaragua).
Al momento de la proclamación de independencia (1811), Cartagena confinaba con las siguientes provincias (en el sentido de las agujas del reloj): Santa Marta, Socorro y Antioquia. Los límites entre provincias no estaban del todo claros ya que, excepto por aquellas que eran formadas por accidentes naturales, nunca fueron determinados claramente.

### Aspecto físico

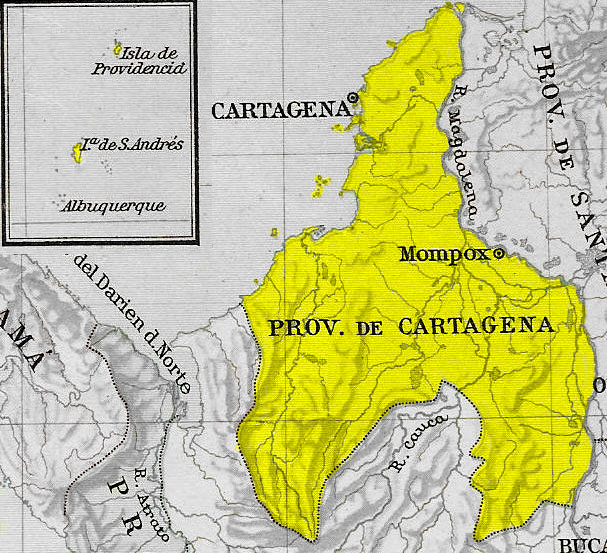
Provincia de Cartagena.

La provincia de Cartagena ocupaba buena parte de lo que es actualmente la costa Caribe de Colombia. El territorio de la provincia consistía en una suave ondulación que estaba enmarcada por las estribaciones de la Cordillera de los Andes al sur, conformada por las serranías de Abibe, San Lucas, Ayapel y San Jerónimo, al oeste por la Serranía del Darién y al este por la orilla del río Magdalena.
El terreno estaba recorrido por un sinnúmero de ríos, quebradas y caños, destacándose los ríos Cauca y Magdalena. Dichos cuerpos de agua servían para la práctica de variadas actividades económicas y para la comunicación y el comercio con otras regiones del país, ya que por Cartagena era por donde entraba gran parte de la mercancía a la Nueva Granada.

### División territorial

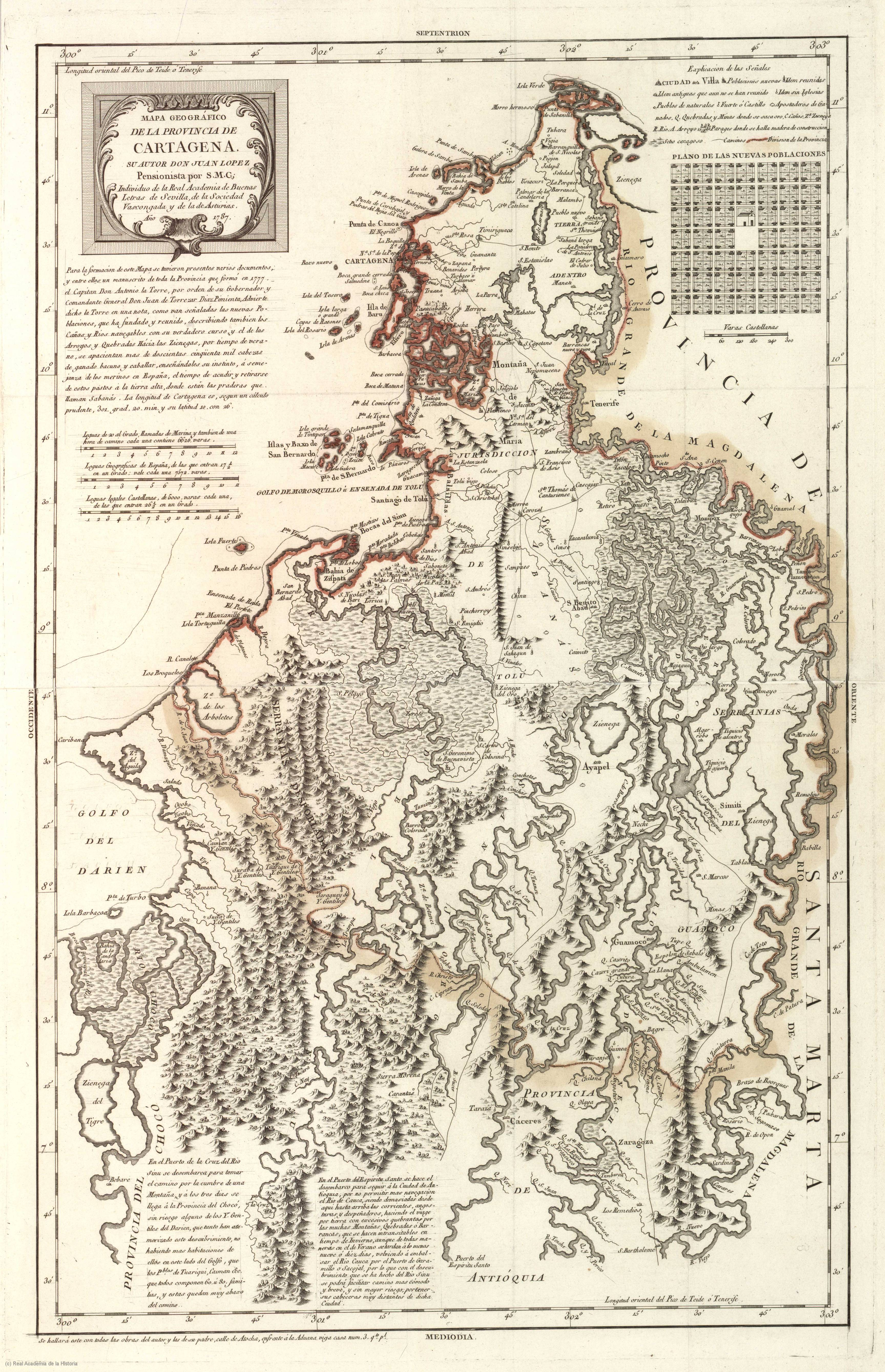
Provincia de Cartagena en 1787.

La provincia de Cartagena tuvo diversos tipos de división de su territorio. En un principio se encontraba dividida en partidos, que a finales del periodo colonial pasaron a llamarse jurisdicciones; en 1675 la provincia comprendía los partidos de Cartagena de Indias, Mompós y Tolú, en tanto para 1776 la provincia estaba dividida en los partidos de Cartagena de Indias, Tierradentro, Mahates, Barrancas, Tolú y Mompós. Con la llegada de la independencia, estas subdivisiones pasaron a llamarse cantones, que cambiaron las antiguas jurisdicciones de extensión, y por tanto algunas de estas fueron suprimidas. En 1825 la provincia se encontraba distribuida en los cantones de Cartagena de Indias, Barrancanueva, Carmen, Mompós, Simití y Tolú. Para 1835 Cartagena tenía los cantones de Cartagena de Indias, Barranquilla, Corozal, Chinú, Lorica, Mahates, Sabanalarga, San Andrés y Soledad.
Entre 1843 y 1851 la provincia estaba conformada por los siguientes cantones, distritos parroquiales y aldeas:
- Cantón de Cartagena: Cartagena de Indias, Barú, Bocachica, Caño del Oro, Pasacaballos, Pie de Popa, Rocha, Santa Ana, Santa Catalina, Santa Rosa, Ternera, Turbaco, Turbaná y Villanueva.
- Cantón de Barranquilla: Barranquilla, Baranoa, Galapa, Juan de Acosta y Tubará.
- Cantón de Corozal: Corozal, Buenavista, Caracol, Carmen, Cascajal, Colosó, El Guamo, Morroa, Nervití, Ovejas, San Agustín, San Jacinto, San Juan Nepomuceno, Sincé, Sincelejo, Tacaloa, Tacamocho, Tetón y Zambrano.
- Cantón de Chinú: Chinú, Ayapel, Caimito, Jegua, Sampués, Sahagún, San Andrés, San Benito Abad, San Marcos y Santiago.
- Cantón de Lorica: Lorica, Cereté, Chimá, Ciénaga de Oro, Momil, Montería, Palmito, Purísima, Sabaneta, San Antero, San Bernardo, San Carlos, San Nicolás, San Onofre, San Pelayo, San Sebastián, Tolú y Toluviejo.
- Cantón de Mahates: Mahates, Arjona, Arroyohondo, Barrancanueva, Barrancavieja, Flamenco, María La Baja, San Basilio de Palenque, San Benito, San Cayetano, San Estanislao y Yucal.
- Cantón de Sabanalarga: Sabanalarga, Real de la Cruz, Candelaria, Manatí, Palmar de Candelaria, Piojó, Ponedera y Usiacurí.
- Cantón de San Andrés: San Andrés y Providencia.
- Cantón de Soledad: Soledad, Malambo, Pueblonuevo, Sabanagrande y Santo Tomás.

## Demografía
Los datos tomados por Jorge Conde Calderón para indicar aproximativamente la población de la provincia a la hora de cobrar los respectivos impuestos para la Corona española y los censos de población llevados a cabo en el Nuevo Reino de Granada en el periodo 1778 a 1834.
La población indígena en el territorio de la provincia de Cartagena al momento de la Conquista era de unas
100.000 personas, pero debido a la continua reducción de esta población desde el primer contacto con los españoles llevó a que para 1570 su número fuera de solo unas 22.500 personas en todo el territorio.
De acuerdo a los datos suministrados por el secretario del virreinato Francisco Silvestre, en su libro Descripción del Reino de Santafé de Bogotá en 1789, la población de la provincia ascendía a los 119.647 habitantes. En 1835, la provincia contaba ya con 130.324 habitantes.
Según el censo de 1851, la provincia contaba con 151.950 habitantes, de los cuales 73.706 eran hombres y 78.244 eran mujeres.
| Evolución demográfica de la provincia de Cartagena |
|                                                    |
| Fuente: Jorge Conde Calderón                       |